# Cross ～never say die～
《Cross 〜never say die〜》為日本音樂團體EXILE的第5張單曲，於2002年8月7日於日本發行。

## 概要
- PV有80人的舞者臨時演員參加。
- EXILE與高橋ヒロシ、山口陽史的漫畫《EXAMURAI戰國》（エグザムライ戦国）的第五卷封底的插圖以這個單曲的封面為藍本。

## 收錄歌曲
1. Cross 〜never say die〜[4:59]
  - 作詞：Kenn Kato / 作曲、編曲：Kazuhiro Hara

日本電視台系劇集《東京獨門獨院》（東京庭付き一戸建て）插曲
2. Cross 〜never say die〜 （LA 2002 REMIX）[5:19]
  - 作詞：Kenn Kato / 作曲：Kazuhiro Hara / 編曲：813
3. Cross 〜never say die〜 （FUTURE LOUNGE @ AFRICA MIX）[6:36]
  - 作詞：Kenn Kato / 作曲：Kazuhiro Hara / 編曲：KOUTAROU.A
4. Cross 〜never say die〜 （INSTRUMENTAL）